# Guy Guillabert
Guy René Jacques Guillabert (Villefranche-d'Albigeois, 28 de enero de 1931-Châtellerault, 4 de septiembre de 2009) fue un deportista francés que compitió en remo. Participó en los Juegos Olímpicos de Melbourne 1956, obteniendo una medalla de bronce en la prueba de cuatro sin timonel.

## Palmarés internacional
| Juegos Olímpicos | Juegos Olímpicos      | Juegos Olímpicos  | Juegos Olímpicos   |
| Año              | Lugar                 | Medalla           | Prueba             |
| ---------------- | --------------------- | ----------------- | ------------------ |
| 1956             | Melbourne (Australia) | Medalla de bronce | Cuatro sin timonel |